# The Bernie Mac Show
The Bernie Mac Show est une série télévisée américaine en 104 épisodes de 22 minutes créée par Larry Wilmore et diffusée entre le 14 novembre 2001 et le 14 avril 2006 sur le réseau FOX.
En France, la série a été diffusée sur Série Club.
La série The Bernie Mac Show a été nommée deux fois aux Golden Globes dans la catégorie "Meilleur acteur dans une série comique ou musicale". Lors de la 60e édition des Golden Globes, le 19 janvier 2003, Bernie Mac a été nommé pour sa performance dans la série. Il a de nouveau été nommé l'année suivante, lors de la 61e édition des Golden Globes, le 25 janvier 2004, dans la même catégorie.

## Distribution
- Bernie Mac : Bernie McCullough
- Kellita Smith : Wanda McCullough
- Camille Winbush : Vanessa Thomkins
- Jeremy Suarez : Jordan Thomkins
- Dee Dee Davis : Bryana Thomkins